# Роран
Роран (англ. Roran) — двоюродный брат Эрагона, сын Мэриэн и Гэрроу, родного брата Селены, матери Эрагона. Роран смелый и отзывчивый парень, общительный и разумный. Является одним из персонажей, от лица которых идёт повествование во 2-й, 3-й и 4-й книге серии.

## Эрагон (роман)
В первой книге Кристофера Паолини «Эрагон» Роран отправляется работать в деревню Теринсфорд, на мельницу, куда его пригласил Демптон, старый друг карвахолльского кузнеца Хорста. Однако на полпути Роран разочаровывается в своем выборе и спешит обратно. Но к этому моменту раззаки — древние чудовища-людоеды, посланные Гальбаториксом для поимки Эрагона, поджигают дом Гэрроу, отца Рорана и приёмного отца Эрагона, и зверски убивают его. Тем временем Эрагон и его дракониха Сапфира уже в пути к войскам варденов.

## Эрагон. Возвращение (роман)
Во второй книге «Эрагон. Возвращение» за Рораном приходят те самые раззаки, что убили его отца. Они вместе с имперскими солдатами Гальбаторикса нападают на деревню и безжалостно убивают нескольких жителей. Любимая девушка Рорана, Катрина, похищена раззаками. Роран берет защиту односельчан в свои руки, получает прозвище Молот за виртуозное владение боевым молотом, и вскоре вся деревня под его покровительством начинает успешно сражаться за родной Карвахолл. Воспользовавшись временной передышкой до прибытия нового отряда имперских войск, Роран уговаривает жителей Карвахолла бежать от императорского гнева и верной смерти с ним в Сурду, страну, помогающую повстанцам-варденам. Во время трудного и опасного пути карвахольцы преодолевают множество невзгод и трудностей, а сам Роран становится настоящим лидером односельчан. Его поддерживает мысль, что он в долгу перед карвахольцами, поскольку они фактически спасли ему жизнь, укрыв от раззаков и не выдав слугам Империи. Поэтому он стремится доставить их в безопасное место — Сурду, единственный оплот сопротивления Гальбаториксу, а затем — спасти Катрину. Узнав что Эрагон — новый Всадник, из-за которого раззаки напали на Карвахолл, убили Гэрроу и похитили Катрину, Роран жаждет встречи с ним. В нем борются любовь к брату и боль от потери отца и любимой. Встречаются братья во время битвы варденов и войск Гальбаторикса при Пылающих Равнинах, куда, минуя многие опасности, удалось добраться карвахольцам. Роран убивает молотом магов-предателей Двойников, что во многом определяет победу войск варденов, Сурды и гномов над войсками Гальбаторикса. Эрагон и Роран мирятся — Роран прощает Эрагона, а затем братья клянутся вместе отомстить Гальбаториксу и раззакам за смерть отца и освободить Катрину.

## Брисингр (роман)
Эрагон с Рораном спасают Катрину от раззаков. Роран венчается с Катриной. Насуада проверяет Рорана достоин ли он командовать войском. Он сражается в нескольких битвах, знакомится с магом Карном. После того как он ослушался приказа командира — чтоб спасти войско — его наказывают 50 ударами розгой на позорном столбе. После Роран, уже командуя своим отрядом, который раз идёт в бой. Роран встретился с Эрагоном только при захвате Феинстера.

## Эрагон. Наследие (роман)
Во время осады Белатонны на Рорана и пятерых мужчин падает стена. Эрагон вместе с варденами вытаскивают их из под завала.
Кроме того, в этой книге он проявил изобретательность, осаждая Ароуз.
После коронования Насуады Роран становится графом, владеющим Паланкарской долиной. Официальный титул - Властелин Долины Паланкар.

## Экранизация образа
В фильме Эрагон роль Рорана испольняет актёр Крис Эган. Из окончательной версии фильма было вырезано две сцены, в которых Роран играл ведущую роль: расширенный вариант дружеского сражения с Эрагоном в амбаре и его бегство с Катриной из Карвахолла. Причина его бегства в удалённом фрагменте — это попытка избежать императорских рекрутёров, что значительно отличается он книжного варианта.